# Крайниково
Крайниково (укр. Крайниково) — село, входит в Хустскую городскую общину Хустского района Закарпатской области Украины.
Население по переписи 2001 года составляло 1565 человек. Почтовый индекс — 90452. Телефонный код — 3142. Код КОАТУУ — 2125384401.

## Достопримечательности
Михайловская деревянная церковь (1668)

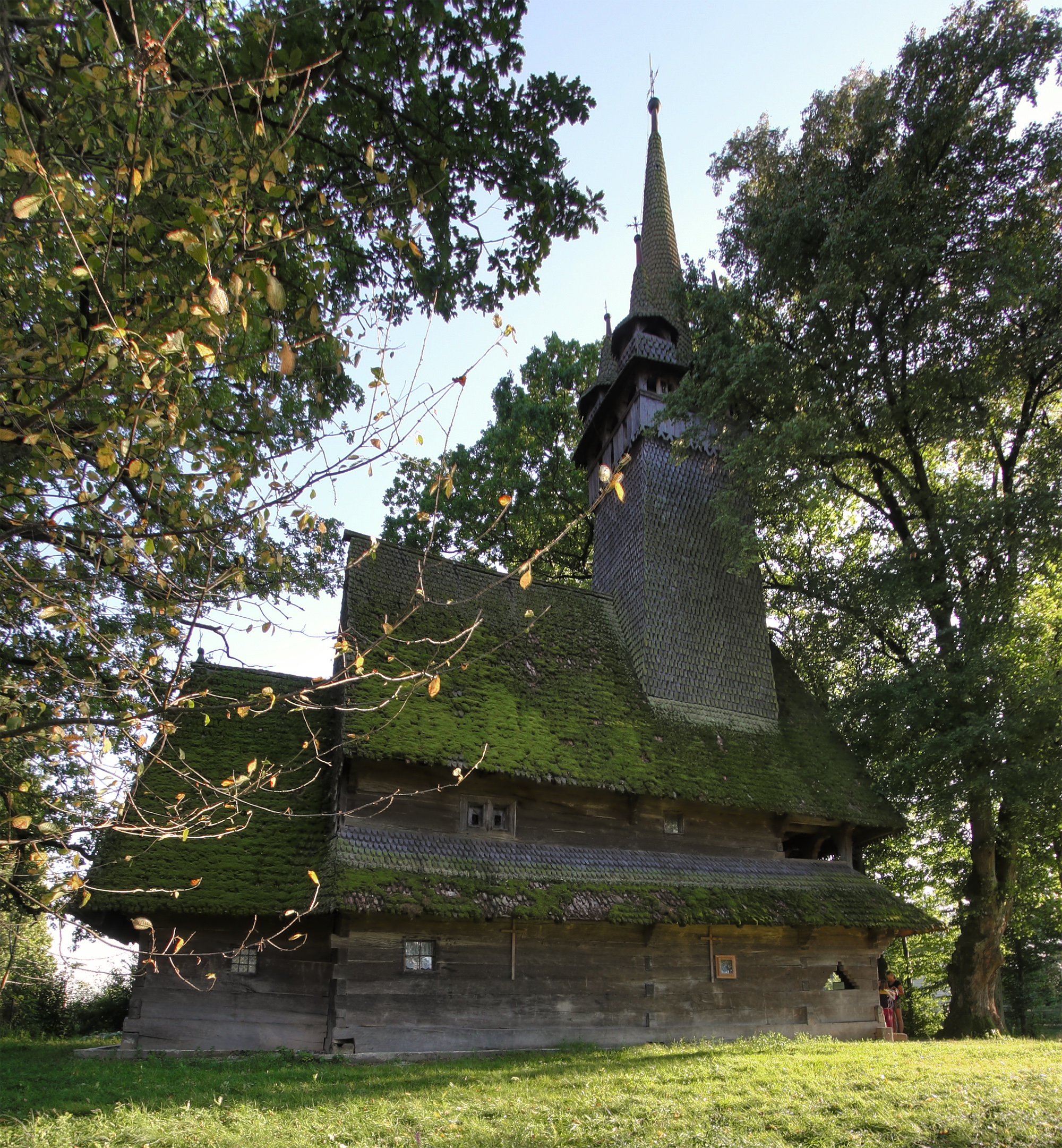
Деревянная церковь в с. Крайниково
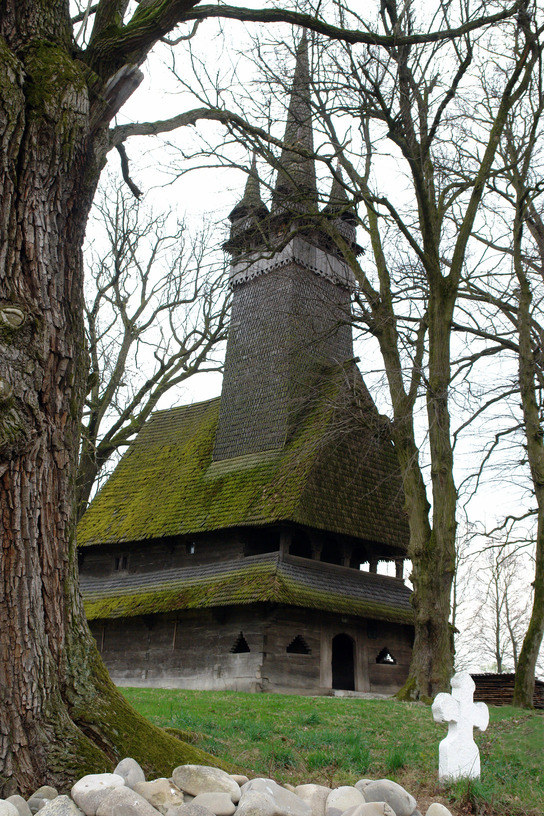
Михайловская церковь, с. Крайниково